# Klasztor Franciszkanów w Wieluniu

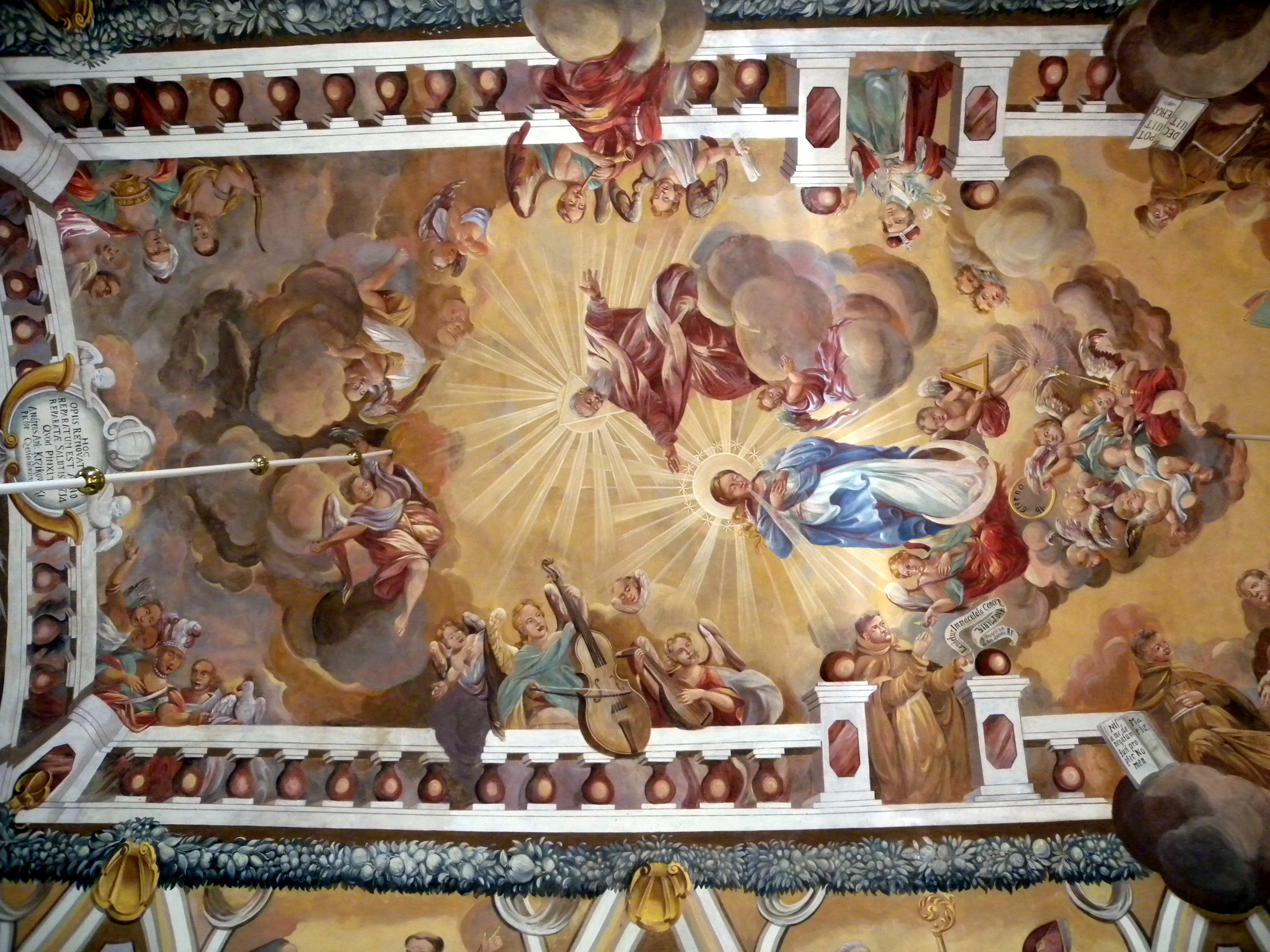
Polichromia

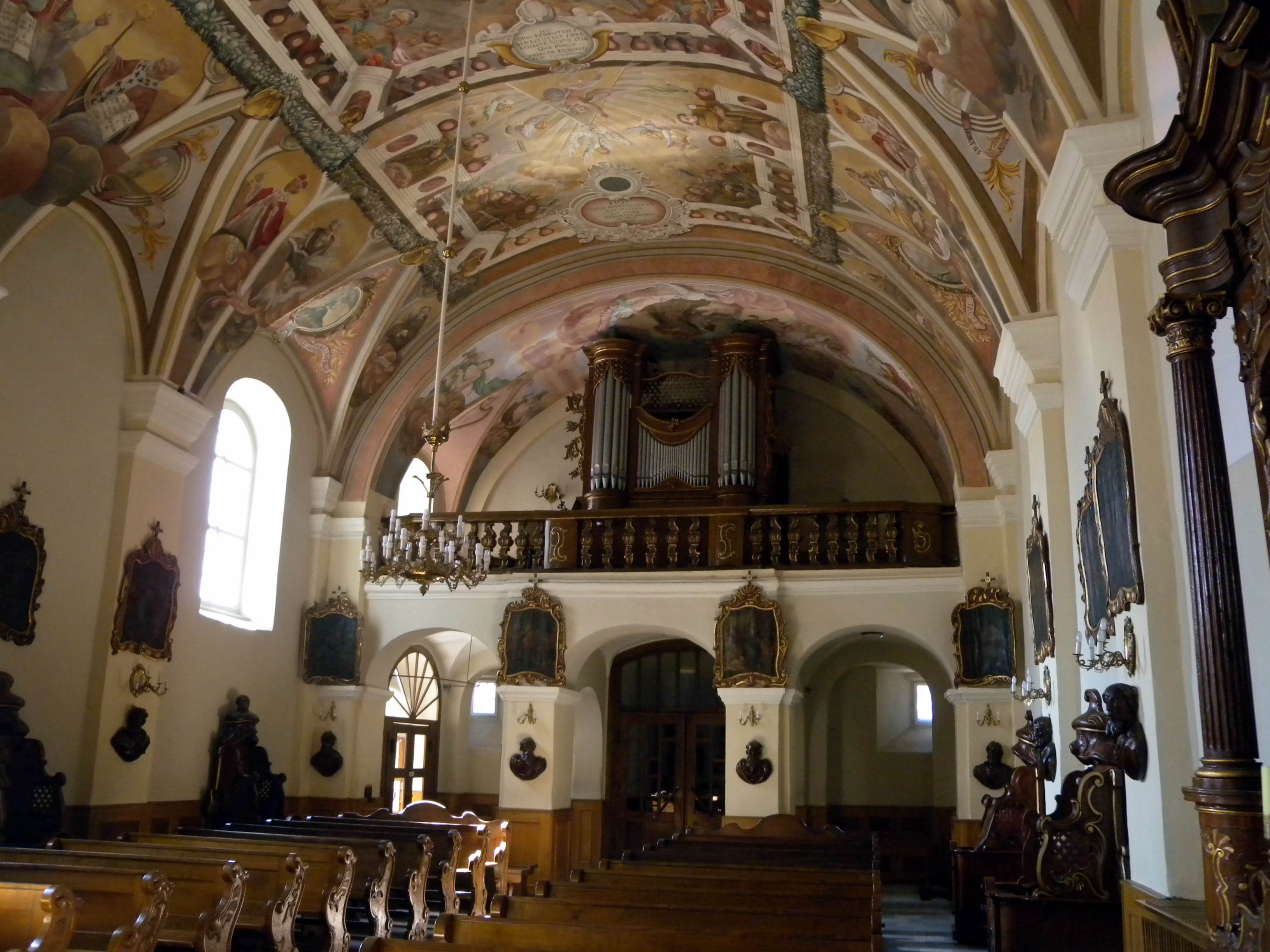
Empora organowa

Klasztor Franciszkanów w Wieluniu – franciszkański dom zakonny, wchodzący w skład prowincji Wniebowzięcia NMP Zakonu Braci Mniejszych w Polsce, na terenie archidiecezji częstochowskiej, w województwie łódzkim, w Wieluniu, przy ul. Reformackiej.

## Historia
Fundacja pochodząca z 1629, początkowo należąca do wielkopolskiej prowincji reformatów św. Antoniego. Jej fundatorami byli: Marcin Wierusz Kowalski, Paweł Niewęgłowski i ks. Franciszek Frakstyn. Klasztor był wznoszony w latach 1629–1634. W latach 1645–1653 klasztor był schronieniem zakonników irlandzkich, uchodzących ze swego kraju przed prześladowaniem religijnym. W 1655 roku Szwedzi splądrowali zespół klasztorny, w latach 1662–1800 w zakonie działało wyższe seminarium duchowne. W latach 1737–1754 klasztor rozbudowano do dzisiejszych rozmiarów.
W 1864 został skasowany ukazem carskim za zaangażowanie zakonników w powstaniu styczniowym. W 1921 ponownie objęty przez zakon i wrocławską prowincję św. Jadwigi. W 1923 wszedł w skład odrodzonej prowincji Wniebowzięcia NMP Zakonu Braci Mniejszych w Polsce. W okresie międzywojennym pełnił funkcję nowicjatu. W okresie powojennym częściowo zajęty przez państwo na cele publiczne.
Kościół pod wezwaniem Zwiastowania Pańskiego posiada unikalną polichromię, poddaną po II wojnie światowej gruntownej renowacji. Zbudowany został w stylu barokowym, murowany, orientowany, jednonawowy. Wewnątrz wystrój rokokowy. W klasztorze znajdują się obrazy franciszkańskiego malarza XIX-wiecznego o. Rafała Ernesta Credo.
W 1936 w klasztorze był wikarym konwentu sługa Boży o. Euzebiusz Huchracki OFM.

## Przełożeni[4]
- o. Karol Bik – gwardian (1923-1924);
- o. Michał Porada – gwardian (1924-1926);
- o. Grzegorz Moczygęba – gwardian (1926-1929);
- o. Wilhelm Rogosz – gwardian (1929-1935);
- o. Grzegorz Moczygęba – gwardian (1935-1936);
- o. Ansgary Malina – gwardian (1936-1938);
- o. Augustyn Gabor – gwardian (1938-1941);
- o. Józef Zając – prezes (1945);
- o. Andrzej Napierała – prezes (1945-46);
- o. Wincenty Dwucet – prezes (1946-1947);
- o. Józef Zając – prezes (1947-49);
- o. Teofil Zawieja – prezes (1949-1956);
- o. Salwator Augustyniak – prezes (1956-1957);
- o. Andrzej Napierała – prezes (1957-1959);
- o. Mateusz Springer – prezes (1959-1962);
- o. Wojciech Kaczmarczyk – prezes (1962-1965);
- o. Pius Turbański – prezes (1965-1968);
- o. Marek Pielok – prezes (1968-1971);
- o. Leon Wojsyk – prezes (1971-1974);
- o. Witalis Czerwieński – prezes (1974-1975);
- o. Emilian Borucki – prezes (1975-1980);
- o. Jakub Kubica – prezes (1980-1986);
- o. Feliks Chwiałkowski – prezes (1986-1989);
- o. Feliks Chwiałkowski – gwardian (1989-1991);
- o. Jakub Kubica – gwardian (1991-1995);
- o. Felicjan Kraft – gwardian (1995-1998);
- o. Jakub Kubica – gwardian (1998-2001);
- o. Juwencjusz Knosala – gwardian (2001-2007)
- o. Igor Bartoszek – gwardian (2007-2013)
- o. Arkadiusz Kąkol – gwardian (2013-2020)
- o. Miłosz Kaczmarczyk – gwardian (2020-nadal)